# Marion Phillips

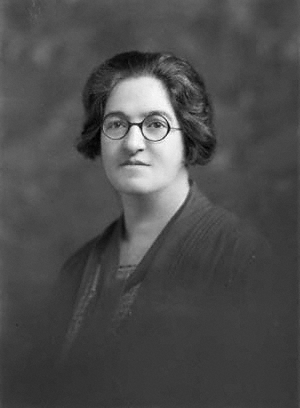
Marion Phillips, 1929

Marion Phillips (* 29. Oktober 1881 in St Kilda, Melbourne, Victoria; † 23. Januar 1932 in London) war eine australisch-britische Politikerin und von 1929 bis 1931 Parlamentsabgeordnete der Labour Party.

## Leben
Marion Phillips wurde als jüngstes Kind von drei Söhnen und vier Töchtern des jüdischen australischen Anwalts Philip David Phillips und der aus Neuseeland stammenden Rose Asher geboren. Sie besuchte das Presbyterian Ladies’ College in Melbourne und die Universität von Melbourne, wo sie 1903 ihren Abschluss machte. Im Jahr 1904 begann sie ein Forschungsstipendium an der London School of Economics, das sie 1907 mit einer Arbeit über die Entwicklung von New South Wales als Doktor der Wissenschaften abschloss. Die Arbeit wurde 1909 unter dem Titel A Colonial Autocracy veröffentlicht. Zwischen 1906 und 1910 arbeitete sie unter der Leitung von Beatrice Webb in einer Kommission zur Untersuchung der Poor Laws mit.
Ab 1908 war sie Mitglied der Women’s Labour League und wurde 1912 deren Sekretärin. Sie gab auch das Informationsblatt der Liga heraus, das 1913 in Labour Woman umbenannt wurde. Bei Ausbruch des Ersten Weltkriegs wurde sie Mitglied des War Emergency Workers’ National Committee. Im Jahr 1916 war Phillips bei der Gründung des Standing Joint Committee of Industrial Women’s Organisations dabei. Zwischen 1917 und 1932 war Phillips dessen Sekretärin.
Phillips war auch in einer Reihe von Regierungsausschüssen tätig, schon bevor eine Frau ins Parlament gewählt wurde. Die wichtigsten davon waren der Verbraucherrat des Ernährungsministeriums und der Beratende Frauenausschuss des Ministeriums für Wiederaufbau.
Phillips bewunderte zwar die Tapferkeit der militanten Suffragetten, war aber mit der gleichmäßigen Ablehnung der Parteien und damit der demokratischen Diskussion nicht einverstanden. Im Gegensatz zur Fokussierung auf eine Ausweitung des Wahlrechts, wollte Phillips, dass staatliche Eingriffe in den freien Markt systematisch stärker von Überlegungen über das Leben außerhalb des Arbeitsplatzes geleitet würden. Als Leiterin der Women's Labour League beschrieb sie die Aufgabe der League, „die Labour Party über die Bedürfnisse der Frauen auf dem Laufenden zu halten und den Frauen die Möglichkeit zu geben, sich in politischen Fragen zu bilden“. In diesem Bestreben brachte sie etwa eine Viertelmillion Hausfrauen dazu, sich in der Arbeiterbewegung in den Vor-Ort-Strukturen der League zu engagieren, und trug dazu bei, Themen wie die Gleichstellung der Frauen am Arbeitsplatz, Schulspeisung, Kliniken und Spielplätze für Kinder, den grundlegenden Wert der Mutterschaft, einen humanitäreren, sicherheitsbewussten Ansatz bei der Gestaltung von Häusern für gewöhnliche Familien und die Beseitigung unnötiger Plackerei und des Elends im häuslichen Bereich zu propagieren. Bis 1925 hatte sie die League als eigenständige Organisation in der Labour Party fest etabliert. Von 1919 bis zu ihrem Tod fungierte sie als Labour Party Chief Women’s Officer.
Gemeinsam mit Margaret Bondfield arbeitete Phillips innerhalb der League unermüdlich daran, das politische Bewusstsein von Frauen zu schärfen und ihre Beteiligung zu fördern. Über Phillips und Bondfield heißt es: „Obwohl es anfangs einige Spannungen zwischen den beiden gab, arbeiteten sie schließlich harmonisch zusammen und teilten einen im Wesentlichen auf der sozialen Schicht basierenden Ansatz zur Emanzipation der Frauen, und beide wurden später gemeinsam 1929 Labour-Abgeordnete.“
In einer Rede über die Notwendigkeit angemessener Bade- und Waschgelegenheiten in neuen Wohnprojekten bemerkte Phillips: „Wenn die Labour-Ratsmitglieder uns bei dieser Forderung nicht unterstützen, müssen wir den gesamten kommunalen Wohnungsbau stoppen, bis wir alle Labour-Männer durch Labour-Frauen ersetzt haben.“ In einer Ansprache an die Frauen in Hartlepool betonte sie: „Es gibt noch viel Aufklärungsarbeit zu leisten, und wir werden damit beginnen, uns selbst aufzuklären.“
Bei den Parlamentswahlen 1929 wurde gewannen Phillips und der Gewerkschafter Alfred Smith für Labour die bis dahin von den Konservativen gehaltenen beiden Parlamentssitze in Sunderland. Die Wahl 1929 wurde als „Flapper-Wahl“ bezeichnet, weil nach dem Representation of the People Act 1928 erstmal auch Frauen im Alter von 21–29 wählen durften. Im Juli 1928 hatte Phillips an alle Frauen im Wahlkreis Sunderland geschrieben, dass „diese nächste Wahl, die 1929 stattfinden wird, vor allem für Frauen sehr wichtig ist“. 1931 verlor sie mit dem verbleibenden Teil der Labour Party beim Erdrutschsieg des National Governments ihren Sitz.
Phillips starb 1932 im Alter von 50 Jahren an Magenkrebs. Sie war nie verheiratet und hatte keine Kinder. Sie war die erste jüdische, sich als Atheistin bekennende und damit erste nicht-christliche weibliche Abgeordnete.
Im September 2019 wurde am ehemaligen Sitz der Labour Party in Sunderland, eine Gedenktafel enthüllt. Darauf steht: „Sunderlands erste weibliche Abgeordnete hatte hier von 1929 bis 1931 ein Büro. Als Aktivistin und Akademikerin setzte sie sich für die Rechte von Frauen und arbeitenden Menschen ein. Sie war die oberste Frauenbeauftragte der Labour Party (1918–1932)“.